# Gisela Graselli-Magnus

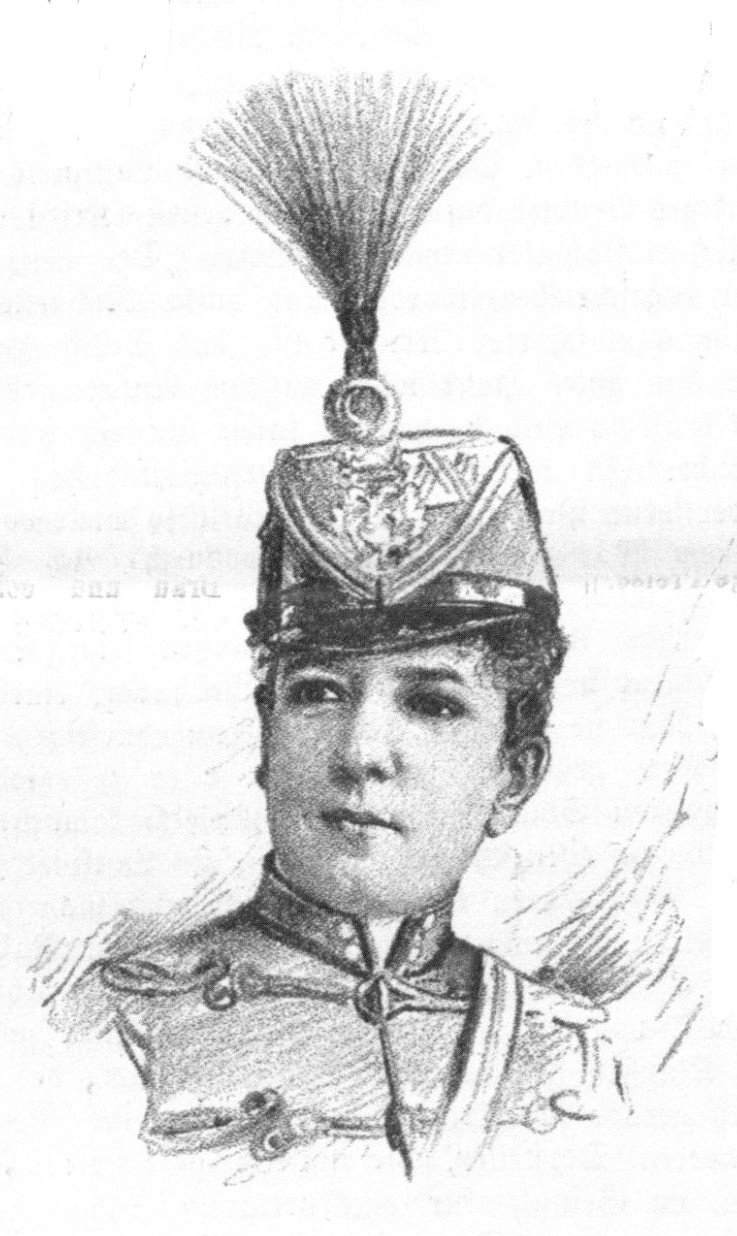
Gisela Graselli im Jahre 1898

Gisela Graselli-Magnus, geborene Gisela Magnus, (4. April 1864 in Wien – nach 1902) war eine österreichische Theaterschauspielerin.

## Leben
Graselli-Magnus wurde von Therese Braunecker-Schäfer ausgebildet und betrat 1880 zum ersten Mal die Bühne am Karltheater. Nachdem sie noch am Theater an der Wien, am Fürsttheater, an mehreren österreichischen Provinztheatern und in Augsburg als Soubrette engagiert gewesen war, trat sie 1884 in den Verband des Josefstädtertheaters ein, das sie 1891 verließ, beteiligte sich sodann an den Gastspielreisen des „Wiener Ensembles“ und war von 1900 bis mindestens 1902 ebenfalls Mitglied der Vereinigten Theater München.
Verheiratet war sie mit dem Schauspieler Franz Josef Graselli, ihre Schwägerin war die Tänzerin Emma Graselli.